# Protagoras
Protagoras var en græsk filosof, der levede ca. 481 f.Kr. – 411 f.Kr.. Ligesom Demokrit kom han fra Abdera i Thrakien, men underviste bl.a. i Athen, og regnes blandt sofisterne. Ligesom før ham Anaxagoras og senere Sokrates blev han anklaget for blasfemi af athenerne, dette på grund af sin bog Om guderne, som han havde læst op fra i et privathus i Athen. Han forlod klogelig byen med kurs mod Sicilia; men undervejs skal han være omkommet ved et skibsforlis. Hans bog blev brændt på torvet i Athen.
Protagoras var som en ægte sofist orienteret om forskellige emner, og grundlagde faget grammatik. Flere af de begreber, vi benytter i dag, stammer fra ham, såsom ordklasser, substantivernes køn og verbenes tider.
Primært er han kendt for sit udsagn om, at "Mennesket er alle tings mål", som i betydning ligger tæt op ad et andet kendt udsagn, "alt er relativt". Protagoras argumenterede for, at et hvilket som helst forhold afhænger af det perspektiv, man anskuer det fra. Dermed gør han sig til talsmand for en filosofisk relativisme. Han adskiller sig således fra fx Sokrates og Platon, der begge mente, at der findes universelle sandheder. Hermed er grunden lagt for en filosofisk strid, der har eksisteret lige siden.
Protagoras' filosofi illustreres også af udsagnet "Til hver sag findes der to modsatte udsagn" – altså to diametralt modsatte udsagn, der for så vidt er lige sande. Nogle filosoffer spørger da, om det også gælder for udsagnet selv, dvs. om det også gælder, at der til hver sag ikke eller aldrig er to modsatte udsagn, der er lige sande. Kritikerne mener med dette spørgsmål at have vist, at Protagoras' filosofi er selvopløsende, noget der er karakteristisk for den filosofiske retning, der kaldes skepticisme. Relativismen er dog ikke uden fortalere. En af de mest kendte er den tyske filosof Friedrich Nietzsche.